# Shairella
Shairella is een geslacht van kevers uit de familie bladkevers (Chrysomelidae).
De wetenschappelijke naam van het geslacht werd in 1962 gepubliceerd door Chûjô.

## Soorten
- Shairella aeneipennis Chujo, 1962